# Округ Самерсет (Мејн)
Округ Самерсет (енгл. Somerset County) је округ у америчкој савезној држави Мејн.

## Демографија
По попису из 2010. године број становника је 52.228, што је 1.34 (2,6%) становника више него 2000. године.
| Група             | 2000.          | 2010.          |
| Белци             | 49.699 (97,7%) | 50.437 (96,6%) |
| Афроамериканци    | 121 (0,2%)     | 192 (0,4%)     |
| Азијати           | 171 (0,3%)     | 295 (0,6%)     |
| Хиспаноамериканци | 234 (0,5%)     | 409 (0,8%)     |
| Укупно            | 50.888         | 52.228         |